# Yesenia Centeno
Yesenia Centeno Sosa (27 de junio de 1971 en Ciego de Ávila, Cuba) es una deportista cubana nacionalizada española que compite en atletismo. Su especialidad es la maratón.

## Biografía
Fue quinta en el europeo de campo a través en 2006 y también quinta por equipos ese mismo año.
En 2005 fue campeona de España al aire libre de 5000 metros, y segunda en los 10000 metros. En 2007 en la distancia de 10000 fue primera. Fue tercera en el Campeonato de España de Cross, campeona de España de media maratón, y cuarta en el maratón de Hamburgo, donde consiguió mínima para acudir a los Juegos Olímpicos de Pekín 2008, en la cual quedó en el puesto 45.º.
Historial como Atleta Española e Internacional. (Según criterios del CSD) 
- Campeona España de 5000 metros (15.49) 2005.
- 2 Veces Campeona de España de 10.000 metros (31:49)2003 y 2007.
- 3 veces campeona de España de campo A través (2005/ 2006/ 2008)
- Campeona de España de Media Maratón (1h09:59)  (2003-2008).
- Campeonato-Mundo París 10.000m (/33:32.50) 2003.
- Campeonato-Mundo Vilamoura Medio Maratón (1h11:53) 2003
- Campeonato- Mundo Edmonton Medio Maratón /1h17:48)2007.
- 4º puesto en el Maratón de Hamburgo (2h31:15)2008.
- 1 Vez Olímpica en Pekín 45ºPuesto (2h36:25) 2008.